# Grimpa-soques gorjablanc
El  grimpa-soques gorjablanc (Xiphocolaptes albicollis) és una espècie d'ocell de la família dels furnàrids (Furnariidae) que habita els boscos de l'est del Brasil, el Paraguai i nord-est de l'Argentina. Va ser descrit com a Dendrocopus albicollis pel naturalista francès Louis Jean Pierre Vieillot. L'epítet específic prové del mot compost llatí que significa «coll blanc».
Habita boscos humits subtropicals o tropicals de terra baixa humida de muntanya. Aquesta au té una distribució molt ample i no s'ha identificat cap amenaça particular. A la Llista Vemella de la UICN va ser classificat com risc mínim.